# Angelica Panganiban
 (janvier 2020).
Angelica Panganiban, née le 4 novembre 1986, est une actrice et mannequin philippine.